# Équipe d'Allemagne féminine de hockey sur glace
Cet article traite de l'équipe féminine. Pour l'équipe masculine, voir Équipe d'Allemagne de hockey sur glace.
L'équipe d'Allemagne féminine de hockey sur glace est la sélection des meilleures joueuses allemandes de hockey sur glace féminin. Elle est sous la tutelle de la Deutscher Eishockey-Bund. Elle est classée 8e sur 42 équipes au classement IIHF 2021 .

## Historique
Le premier match international de la sélection nationale féminine allemande a lieu le 3 décembre 1988 à Geretsried contre l'équipe de Suisse. Le match est perdu 5 à 6, mais la revanche a lieu lors du deuxième match, contre le même adversaire, et l'équipe obtient sa première victoire.

## Effectif
| No    | Nom                  | Position  | Club                                          |
| ----- | -------------------- | --------- | --------------------------------------------- |
| +006, | Marie-Kristin Schmid | Attaquant | ERC Ingolstadt                                |
| +007, | Nina Kamenik         | Attaquant | Eisbären Berlin junior                        |
| +008, | Julia Zorn - C       | Attaquant | ESC Planegg-Würmtal                           |
| +009, | Rebecca Graeve       | Défenseur | EC Bergkamener Bären                          |
| +010, | Yvonne Rothemund     | Défenseur | ESC Planegg-Würmtal                           |
| +011, | Nicola Eisenschmid   | Attaquant | ERC Ingolstadt                                |
| +012, | Anna Fiegert - A     | Défenseur | Minnesota Blue Js                             |
| +013, | Ivonne Schröder      | Gardien   | Tornado Niesky                                |
| +014, | Carina Strobel       | Défenseur | Memmingen Indians                             |
| +015, | Andrea Lanzl - A     | Attaquant | ERC Ingolstadt                                |
| +016, | Emily Nix            | Attaquant | Hamburg Crocodiles                            |
| +017, | Lena Düsterhöft      | Défenseur | Golden Gophers du Minnesota (Univ.)           |
| +018, | Bernadette Karpf     | Attaquant | ESC Planegg-Würmtal                           |
| +019, | Kerstin Spielberger  | Attaquant | ESC Planegg-Würmtal                           |
| +020, | Daria Gleissner      | Défenseur | Memmingen Indians                             |
| +021, | Tabea Botthof        | Défenseur | Bulldogs de Yale                              |
| +022, | Marie Delarbre       | Attaquant | Memmingen Indians                             |
| +025, | Laura Kluge          | Attaquant | Huskies de l'Université d'État de Saint Cloud |
| +026, | Anne Bartsch         | Attaquant | Eisbären Berlin junior                        |
| +028, | Naemi Bär            | Attaquant | Eisbären Berlin junior                        |
| +030, | Jennifer Harß        | Gardien   | EHC Königsbrunn                               |
| +034, | Celina Haider        | Attaquant | EHC Klostersee                                |
| +035, | Jule Flötgen         | Gardien   | EC Bergkamener Bären                          |

## Résultats

### Jeux olympiques
- 1998 — Ne participe pas
- 2002 — Sixième
- 2006 — Cinquième
- 2010 — Non qualifié
- 2014 — Septième
- 2018 — Non qualifié
- 2022 —  Non qualifié

### Championnats du monde
- 1990 — Septième
- 1992 — Ne participe pas
- 1994 — Huitième
- 1997 — Ne participe pas
- 1999 — Septième
- 2000 — Septième
- 2001 — Cinquième
- 2003 — Division élite annulée
- 2004 — Sixième
- 2005 — Cinquième
- 2007 — Huitième
- 2008 — Neuvième
- 2009 — Onzième (2e de la Division I)
- 2011 — Neuvième (1er de la Division I)
- 2012 — Septième
- 2013 — Cinquième
- 2014 — Division élite non disputée
- 2015 — Huitième
- 2016 — Neuvième (1er de la Division IA)
- 2017 — Quatrième
- 2018 — Division élite non disputée
- 2019 — Septième
- 2020 — Pas de compétition en raison de la pandémie de coronavirus[4]
- 2021 — Huitième

Note :  Promue ;  Reléguée

### Championnats d'Europe
- 1989 —  Troisième
- 1991 — Sixième
- 1993 — Quatrième
- 1995 — Cinquième
- 1996 — Sixième

### Coupe des nations
Cette compétition est également connue sous ses anciens noms, la Coupe Air Canada, Coupe des nations MLP et Coupe Meco.
- 2003 – Quatrième (Coupe Air Canada)
- 2004 –  Deuxième (Coupe Air Canada)
- 2005 – Quatrième (Coupe Air Canada)
- 2006 – Quatrième (Coupe Air Canada)
- 2007 –  Deuxième (Coupe Air Canada)
- 2008[5] – Sixième (Coupe Air Canada)
- 2009 – Quatrième (Coupe des Nations MLP)
- 2010[6] – Sixième (Coupe des Nations MLP)
- 2011 – Quatrième (Coupe des Nations MLP)
- 2012[7] – Cinquième (Coupe Meco)
- 2013 – Quatrième (Coupe Meco)
- 2014[8] – Sixième (Coupe Meco)
- 2015 – Quatrième (Coupe Meco)
- 2016 – Quatrième (Coupe des Nations)
- 2017 – Quatrième (Coupe des Nations)
- 2018 – Sixième (Coupe des Nations)

### Classement mondial
| Année | Rang | Points | Progression |
| ----- | ---- | ------ | ----------- |
| 2003  | 6    | 1 565  | -           |
| 2004  | 6    | 2 605  | ±0          |
| 2005  | 5    | 2 625  | +1          |
| 2006  | 5    | 2 635  | ±0          |
| 2007  | 5    | 2 585  | ±0          |
| 2008  | 7    | 2 525  | -2          |
| 2009  | 10   | 2 420  | -3          |
| 2010  | 11   | 2 350  | -1          |
| 2011  | 10   | 2 355  | +1          |
| 2012  | 8    | 2 430  | +2          |

| Année      | Rang | Points | Progression |
| ---------- | ---- | ------ | ----------- |
| 2013       | 7    | 2 535  | +1          |
| Fév. 2014  | 7    | 2 565  | ±0          |
| Avril 2014 | 7    | 3 585  | ±0          |
| 2015       | 7    | 3 315  | ±0          |
| 2016       | 8    | 2 995  | -1          |
| 2017       | 7    | 2 830  | +1          |
| Fév. 2018  | 7    | 3 515  | ±0          |
| Avril 2018 | 8    | 3 475  | -1          |
| 2019       | 9    | 3 250  | -1          |
| 2020       | 8    | 3 000  | +1          |
| 2021       | 8    | 2 740  | ±0          |

## Équipe moins de 18 ans

### Championnat du monde féminin moins de 18 ans
L'équipe des moins de 18 ans a participé dès la première édition du championnat du monde pour cette catégorie.
- 2008 — Cinquième
- 2009 — Sixième
- 2010 — Quatrième
- 2011 — Sixième
- 2012 — Quatrième
- 2013 — Huitième
- 2014 — 3e de la Division I
- 2015 — 4e de la Division I
- 2016 — 2e de la Division I
- 2017 — 1er de la Division I
- 2018 — Huitième
- 2019 — 2e de Division IA
- 2020 — 1re de Division IA
- 2021 — Pas de compétition en raison de la pandémie de coronavirus

### Jeux olympiques de la jeunesse
- 2012 —  Troisième
- 2016 — Ne participe pas
- 2020 — Ne participe pas